# Mapa de profundidad
En gráficos por computadora en 3D y visión por computadora, un mapa de profundidad (depth image) es una imagen o canal de imagen que contiene información relacionada con la distancia de las superficies de los objetos de la escena desde un punto de vista. El término está relacionado (y puede ser análogo) con el búfer de profundidad, profundidad Z y Z-buffer, donde la "Z" es la dirección del eje Z de la cámara (convención del eje central de visión en cámara), y no el eje Z absoluto de una escena.

## Ejemplos

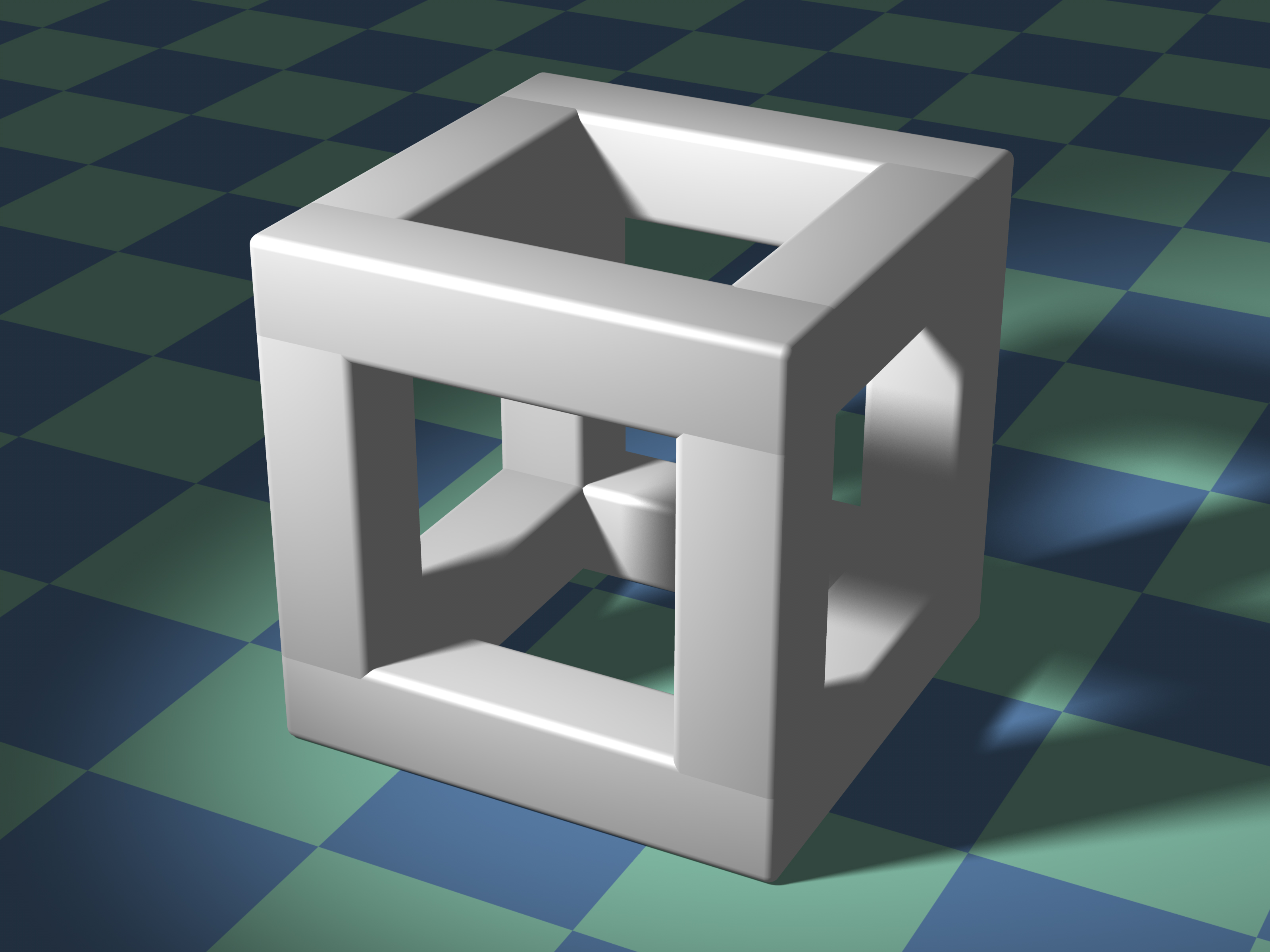
Estructura cúbica
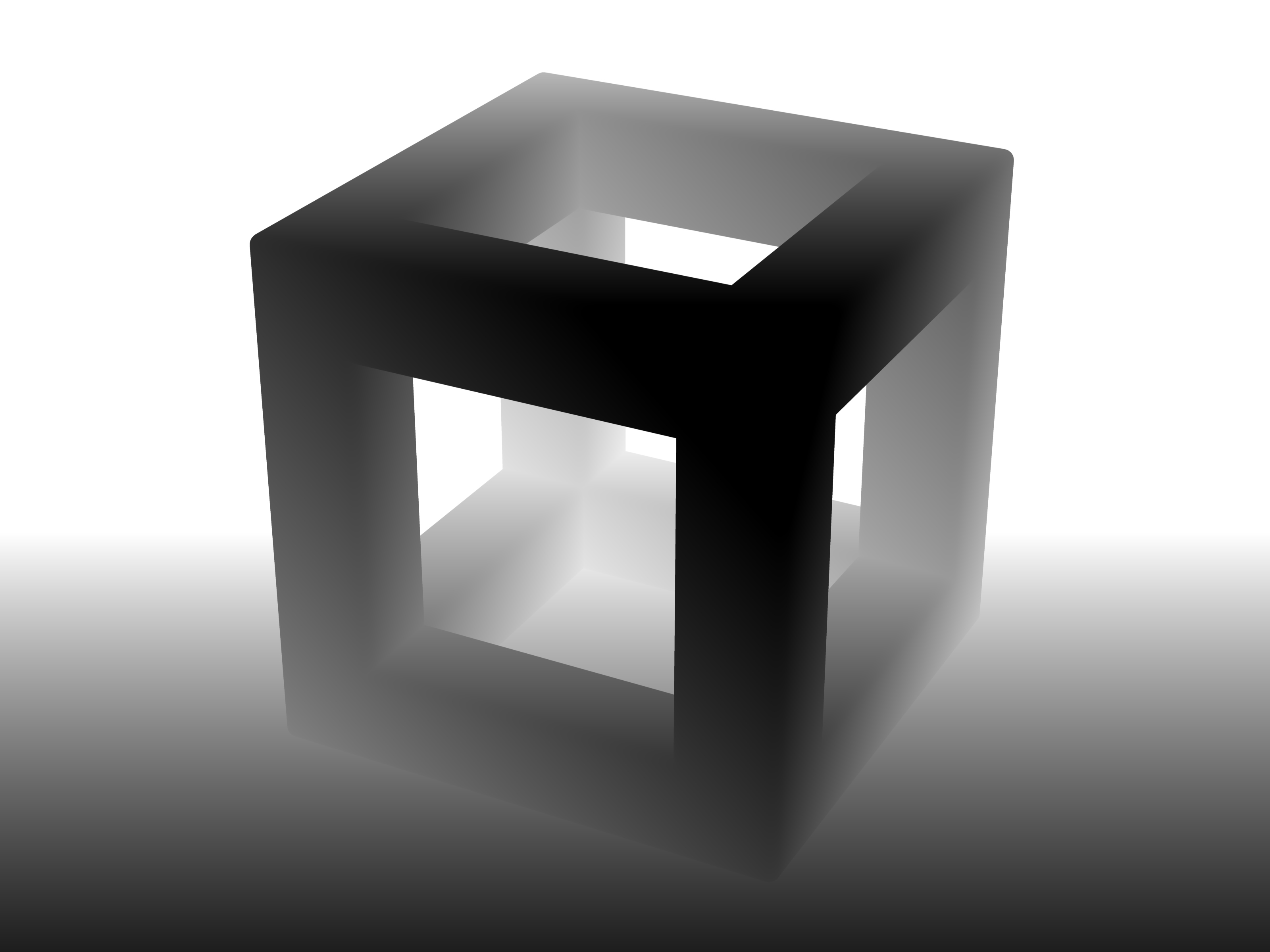
Mapa de profundidad: más cerca es más oscuro
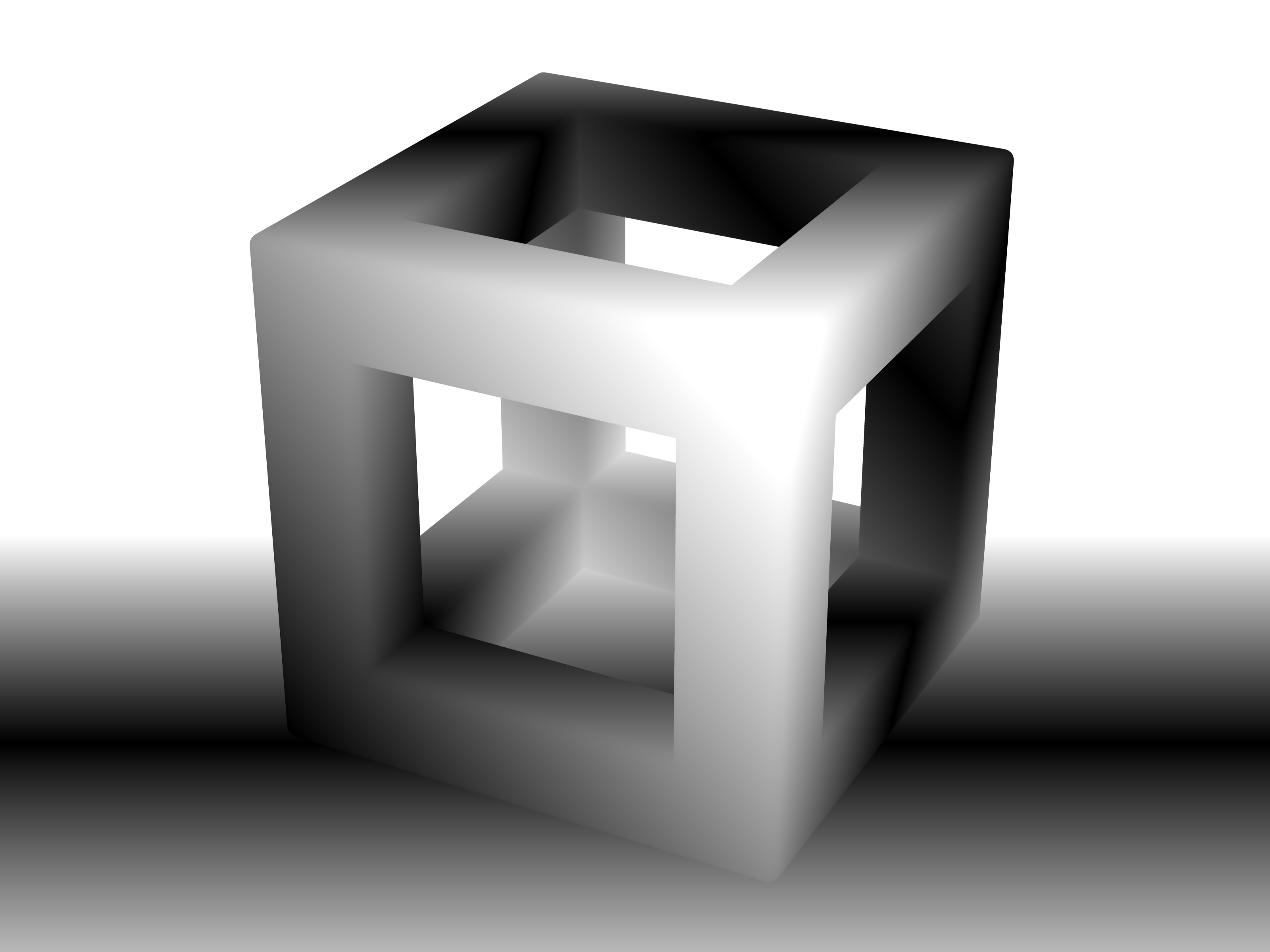
Mapa de profundidad: más cerca del plano focal es más oscuro

Aquí se pueden ver dos mapas de profundidad diferentes, junto con el modelo original del que se derivan. El primer mapa de profundidad muestra la luminancia en proporción a la distancia desde la cámara. Las superficies más cercanas son más oscuras; otras superficies son más claras. El segundo mapa de profundidad muestra la luminancia en relación con las distancias desde un plano focal nominal. Las superficies más cercanas al plano focal son más oscuras; las superficies más alejadas del plano focal son más claras (tanto más cerca como más lejos del punto de vista).

## Usos

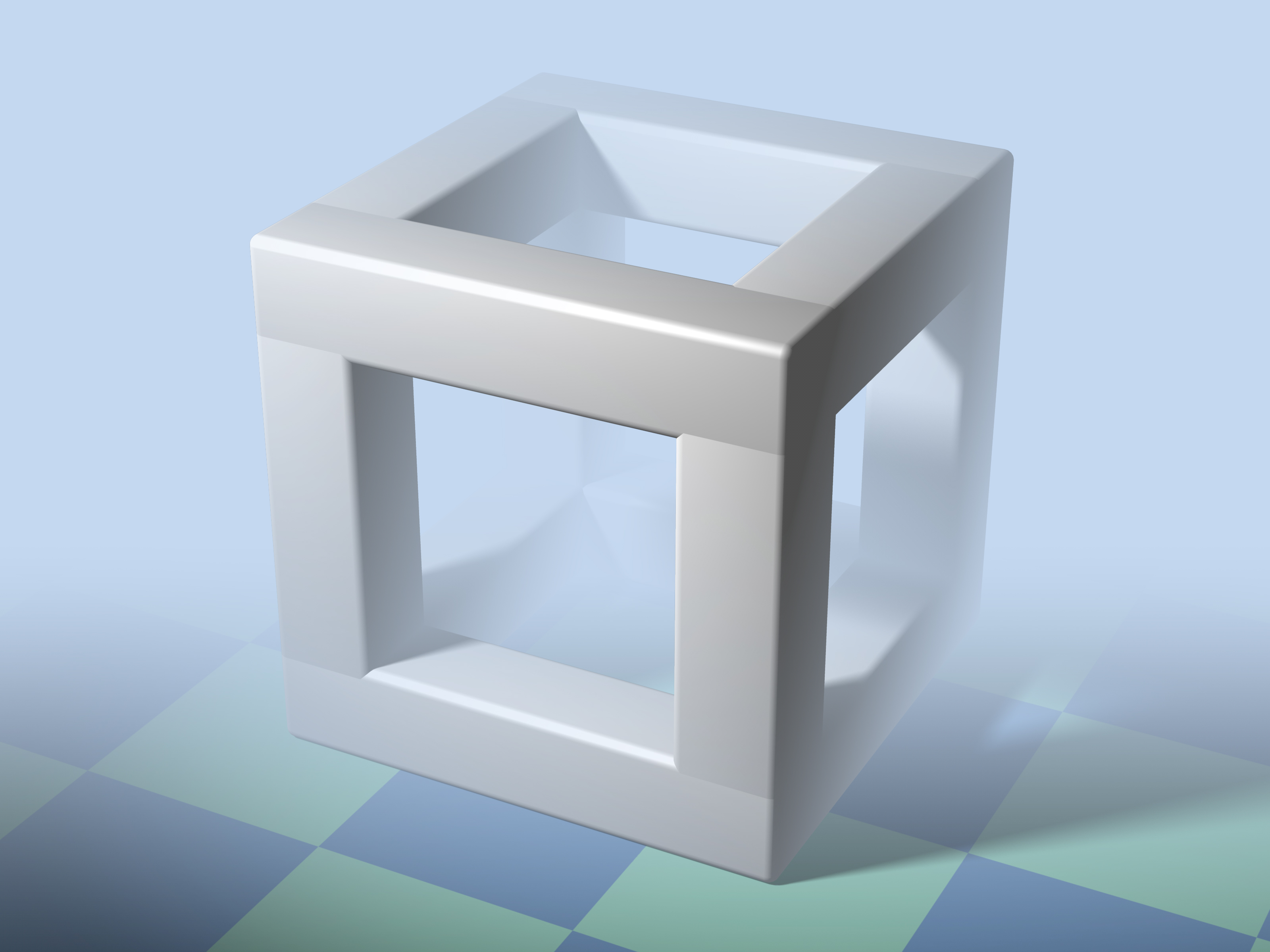
efecto niebla

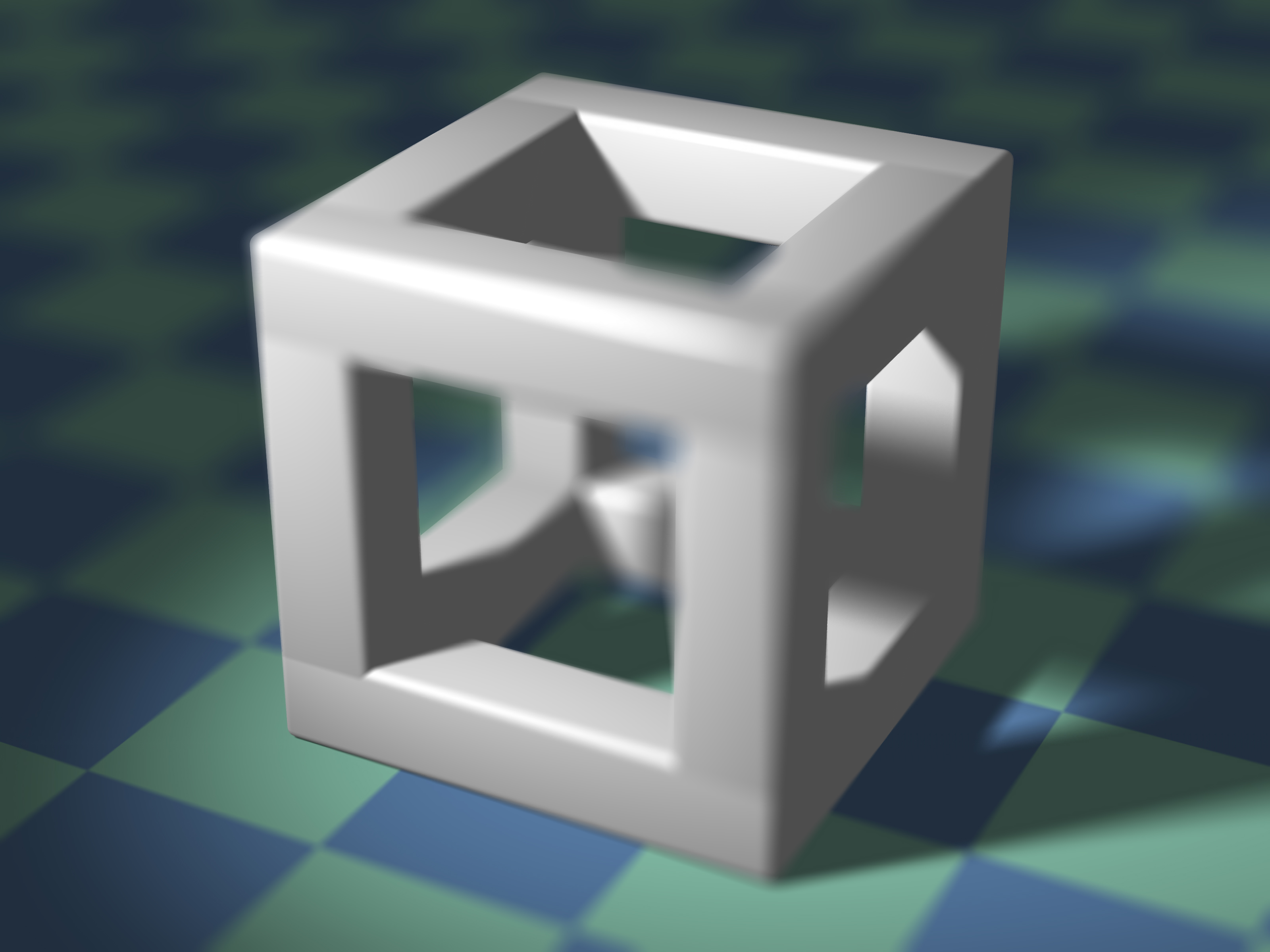
Efecto de poca profundidad de campo

Los mapas de profundidad tienen una serie de usos, que incluyen:
- Simular el efecto de medios semitransparentes uniformemente densos dentro de una escena, como niebla, humo o grandes volúmenes de agua.
- Simulación de profundidades de campo poco profundas, donde algunas partes de una escena parecen estar desenfocadas. Los mapas de profundidad se pueden usar para desenfocar selectivamente una imagen en diversos grados. Una profundidad de campo reducida puede ser una característica de la fotografía macro, por lo que la técnica puede formar parte del proceso de falsificación de miniaturas.
- Z-buffering y z-culling, técnicas que se pueden utilizar para hacer que la representación de escenas 3D sea más eficiente. Se pueden usar para identificar objetos ocultos a la vista y que, por lo tanto, se pueden ignorar para algunos propósitos de representación. Esto es particularmente importante en aplicaciones en tiempo real como los juegos de computadora, donde una sucesión rápida de renderizados completos debe estar disponible a tiempo para mostrarse a una velocidad fija y regular.
- Mapeo de sombras : parte de un proceso utilizado para crear sombras proyectadas por iluminación en gráficos de computadora en 3D. En este uso, los mapas de profundidad se calculan desde la perspectiva de las luces, no del espectador.[1]
- Proporcionar la información de distancia necesaria para crear y generar autoestereogramas y en otras aplicaciones relacionadas destinadas a crear la ilusión de visualización 3D a través de la estereoscopia.
- Dispersión del subsuelo: se puede usar como parte de un proceso para agregar realismo al simular las propiedades semitransparentes de materiales translúcidos como la piel humana.
- En la visión artificial, se utilizan mapas de profundidad de imágenes de vista única o vista múltiple, u otros tipos de imágenes, para modelar formas 3D o reconstruirlas.[2] Los mapas de profundidad pueden generarse mediante escáneres 3D[3] o reconstruirse a partir de múltiples imágenes.[4]
- En visión artificial y visión por computadora, para permitir que las imágenes 3D sean procesadas por herramientas de imágenes 2D.

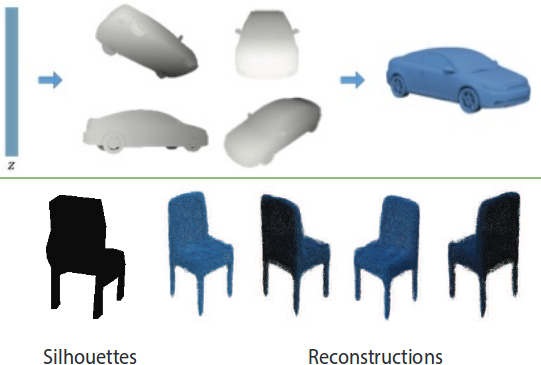
Generación y reconstrucción de formas 3D a partir de siluetas o mapas de profundidad de una o varias vistas

- Creación de conjuntos de datos de imágenes de profundidad.[5]

## Limitaciones
- Los mapas de profundidad de un solo canal registran la primera superficie vista y, por lo tanto, no pueden mostrar información sobre esas superficies vistas o refractadas a través de objetos transparentes o reflejadas en espejos. Esto puede limitar su uso para simular con precisión la profundidad de campo o los efectos de niebla.
- Los mapas de profundidad de un solo canal no pueden transmitir múltiples distancias donde ocurren dentro de la vista de un solo píxel. Esto puede ocurrir cuando más de un objeto ocupa la ubicación de ese píxel. Este podría ser el caso, por ejemplo, con modelos con cabello, piel o hierba. De forma más general, los bordes de los objetos pueden describirse de forma ambigua cuando cubren parcialmente un píxel.
- Dependiendo del uso previsto de un mapa de profundidad, puede ser útil o necesario codificar el mapa a profundidades de bit más altas. Por ejemplo, un mapa de profundidad de 8 bits solo puede representar un rango de hasta 256 distancias diferentes.
- Dependiendo de cómo se generen, los mapas de profundidad pueden representar la distancia perpendicular entre un objeto y el plano de la cámara de escena. Por ejemplo, una cámara de escena que apunte directamente a una superficie plana y sea perpendicular a ella puede registrar una distancia uniforme para toda la superficie. En este caso, geométricamente, las distancias reales de la cámara a las áreas de la superficie plana vistas en las esquinas de la imagen son mayores que las distancias al área central. Sin embargo, para muchas aplicaciones, esta discrepancia no es un problema importante.